# Orrice Abram Murdock
Orrice Abram "Abe" Murdock, Jr., född 18 juli 1893 i Austin i Nevada, död 15 september 1979 i Bethesda i Maryland, var en amerikansk demokratisk politiker. Han representerade delstaten Utah i båda kamrarna av USA:s kongress, först i representanthuset 1933–1941 och sedan i senaten 1941–1947.
Murdock studerade vid University of Utah. Han inledde 1922 sin karriär som advokat i Beaver, Utah. Han blev invald i representanthuset i kongressvalet 1932. Han omvaldes tre gånger. Han efterträdde 1941 William H. King som senator för Utah. Han kandiderade för omval i senatsvalet 1946 men besegrades av republikanen Arthur V. Watkins.
Murdock gravsattes på Mountain View Cemetery i Beaver, Utah.